# Таємна подорож еміра
«Таємна подорож еміра» — радянський художній фільм 1986 року, знятий режисером Фарідом Давлетшиним на кіностудії «Узбекфільм».

## Сюжет
Початок ХХ століття. Під час нападу на потяг претендента на бухарський престол еміра Алімхана, який здійснював таємну подорож за підтримкою до російського імператора, загинули ні в чому не винні батьки юної Нетай. Російський робітник Степан Акімов узяв сироту до своєї родини. Якось побачивши юну красуню, власник прибуткового будинку Каракозов вирішує викрасти її, щоб вигідно продати еміру. Нетай, опинившись у Каракозова, підпалює будинок і гине у вогні пожежі.

## У ролях
- Гульнара Абдурахманова — Нетай
- Іван Агафонов — Степан
- Галина Яцкіна — Дар'я
- Шухрат Іргашев — Каракозов
- Мурад Раджабов — Саїдрахім
- Еркін Камілов — Ішан Валіходжа
- Рустам Сагдуллаєв — Каюм, помічник машиніста
- Айбарчин Бакірова — Шарафат
- Альбіна Естеркіна — Віолетта
- Джавлон Хамраєв — Маманіяз
- Машраб Кімсанов — емір
- Дагун Омаєв — Якуб
- Віктор Павленко — губернатор
- Хусан Шаріпов — Пірмаматбай
- Тамара Жемчугова-Бутирська — бона
- Пулат Саїдкасимов — епізод
- Марат Аріпов — епізод
- А. Михайлова — епізод
- Володимир Лапін — епізод
- В. Карімов — епізод
- Вахід Кадиров — епізод
- Тахір Нармухамедов — епізод
- Рафік Юсупов — епізод
- Марат Рахматов — епізод
- Іногам Адилов — епізод
- Н. Туляганов — епізод
- Аброр Турсунов — епізод
- Рано Кубаєва — епізод
- Іван Єрошевський — епізод
- Барно Кадирова — епізод
- Володимир Теппер — епізод
- Вадим Іванов — епізод
- Анжеліка Лашманова — епізод
- Тухтасин Мурадов — епізод
- М. Шайматов — епізод
- Р. Утешев — епізод
- Ніна Черкінська — епізод
- М. Шаймухамедов — епізод

## Знімальна група
- Режисер — Фарід Давлетшин
- Сценарист — Борис Сааков
- Оператор — Юрій Любшин
- Композитор — Фелікс Янов-Яновський
- Художник — Ігор Гуленко